# Make a Jazz Noise Here
Make a Jazz Noise Here è un doppio album live di Frank Zappa, pubblicato nel 1991.

## Tracce
Si tratta di un album doppio dal vivo tratto dal tour del 1988, composto per la maggior parte di pezzi strumentali.
Oltre ai pezzi di Zappa, l'album contiene arrangiamenti del suo bassista, Scott Thunes, tratti da temi Igor' Fëdorovič Stravinskij e Béla Bartók.
Suonano con Zappa anche Mike Keneally (chitarra e tastiere). Il batterista è Chad Wackerman, (proveniente dal mondo del jazz dove ha suonato con il chitarrista Allan Holdsworth). Notevole la sezione degli ottoni della band con Walt Fowler (tromba), Bruce Fowler (trombone) e i sassofonisti Paul Carman, Albert Wing and Kurt McGettrick. Ike Willis è alla chitarra e alla voce, con il tastierista Bobby Martin. Ed Mann è alle percussioni, complementando l'inserimento del Synclavier, che Zappa ha portato in tour per la prima ed unica volta (a metà del tour del 1988 Zappa licenziò l'intera band e cancellò le successive date, principalmente per i dissidi all'interno della band).
I brani sono di Frank Zappa, tranne dove indicato.

### Disco uno
1. Stinkfoot - 7:39
2. When Yuppies Go to Hell - 13:28
3. Fire and Chains - 5:04
4. Let's Make the Water Turn Black - 1:36
5. Harry, You're a Beast - 0:47
6. The Orange County Lumber Truck - 0:41
7. Oh No - 4:43
8. Theme from Lumpy Gravy - 1:11
9. Eat That Question - 1:54
10. Black Napkins - 6:56
11. Big Swifty - 11:12
12. King Kong - 13:04
13. Star Wars Won't Work - 3:40

### Disco due
1. The Black Page (new age version) - 6:45
2. T'Mershi Duween - 1:42
3. Dupree's Paradise - 8:34
4. City of Tiny Lights - 8:01
5. Royal March from "L'Histoire du Soldat" - 0:59 - (Igor' Fëdorovič Stravinskij)
6. Theme from the Bartok Piano Concerto #3 - 0:43 - (Béla Bartók)
7. Sinister Footwear 2nd mvt. - 6:39
8. Stevie's Spanking - 4:25
9. Alien Orifice - 4:15
10. Cruisin' for Burgers - 8:27
11. Advance Romance - 7:43
12. Strictly Genteel - 6:36